# Oxytocin

Strukturní vzorec oxytocinu

Oxytocin je peptidický hormon savců, který se syntetizuje v hypothalamickém jádru nucleus paraventricularis. Do krevního oběhu je uvolňován z neurohypofýzy. Pořadí aminokyselin v oxytocinu sepsal v roce 1953 americký biochemik Vincent du Vigneaud, který v roce 1955 získal Nobelovu cenu za chemii.
Uvolňuje se u žen po stimulaci prsou (např. během kojení), dělohy a pochvy a v menší míře při doteku.[zdroj?] Má vliv na porod, kdy vyvolává kontrakce dělohy, čímž urychluje příchod dítěte na svět. Používá se také jako urychlovač porodu placenty a také jako preventivní prostředek k zastavení přílišného krvácení po porodu. Nízká hladina oxytocinu v krvi může naznačovat zvýšené riziko pro vznik poporodních depresí a úzkostí.
Má také velký vliv na spouštění mléka při kojení. Má vliv na budování vztahu mezi matkou a potomky (tzv. mateřská láska). Je možné, že u mužů zvyšuje kontrakce hladké svaloviny semenného provazce (vas deferens), které vystřikují sperma do močové trubice (urethry).
Oxytocin je přezdívaný jako „hormon lásky“ nebo „hormon lásky a důvěry“.
Hormon oxytocin je intenzivně studován a hledají se nové možnosti pro jeho využití v léčbě autismu a psychiatrických onemocnění, jako je poporodní deprese nebo některé sociální fobie.